# Vliegveld Nimule
Vliegveld Nimule is een vliegveld in Nimule in Zuid-Soedan, vlak bij de grens met Oeganda. Het ligt 680 meter boven zeeniveau.

## Gebruik
Vliegveld Nimule is een klein vliegveld dat dienstdoet voor civiel en militair gebruik. Het staat ten dienste van Nimule en omliggende gemeenschappen.